# Joseph Karl Ludwig von Österreich

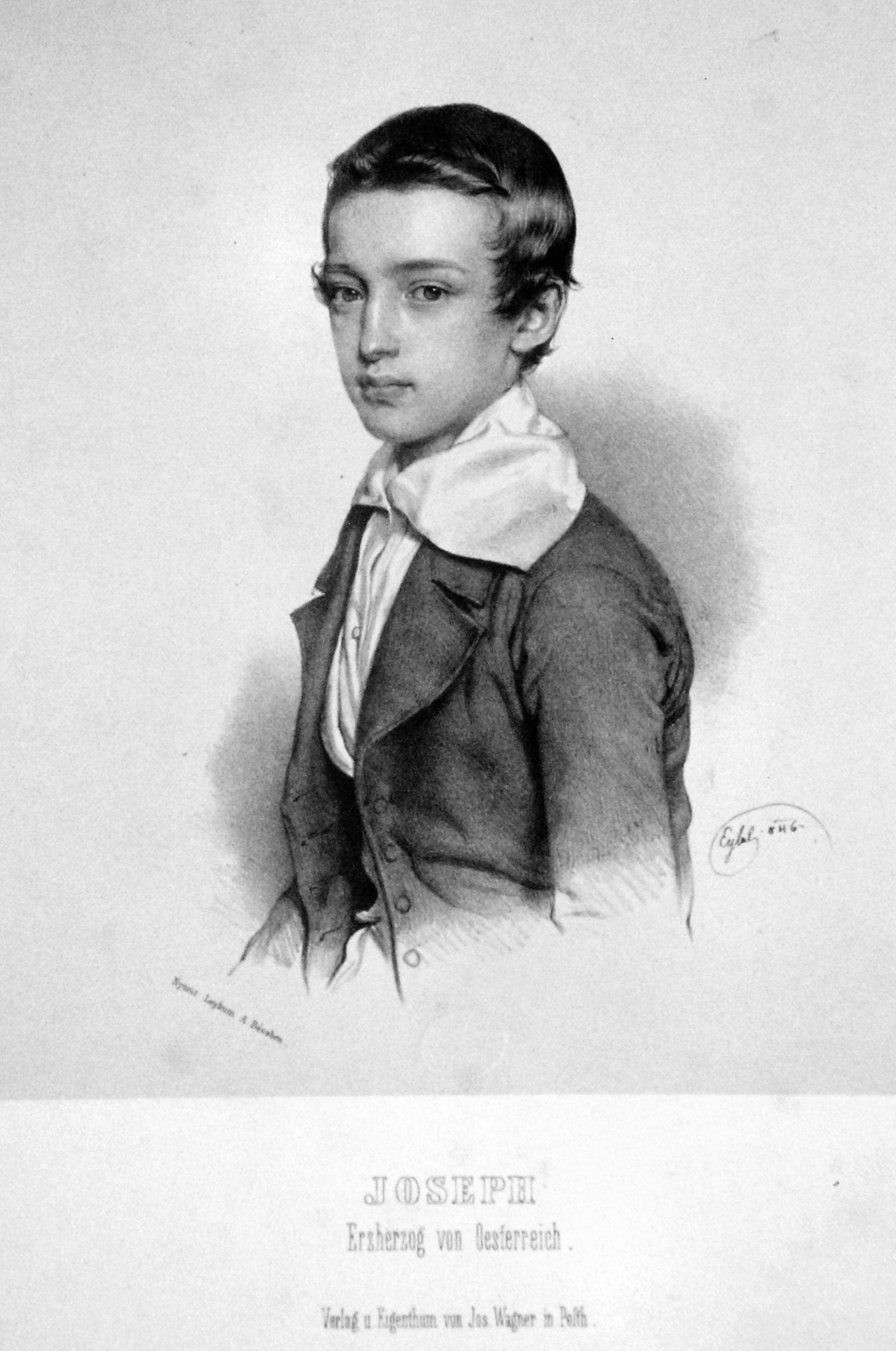
Josef Karl Ludwig. Lithographie von Franz Eybl, 1846

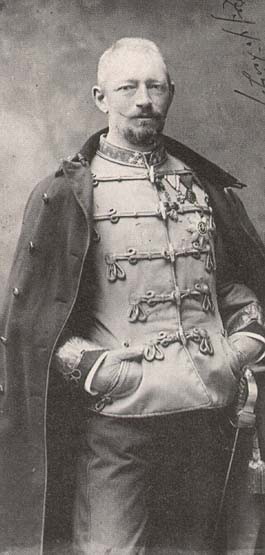
Joseph Karl Ludwig von Österreich (um 1880)

Erzherzog Joseph Karl Ludwig von Österreich (* 2. März 1833 in Pressburg, Königreich Ungarn; † 13. Juni 1905 in Fiume, Königreich Ungarn) war der zweite Sohn des Erzherzogs Josef Anton und der Maria Dorothea von Württemberg. Er stammte aus dem ungarischen Zweig des Hauses Habsburg-Lothringen und war ein Enkel von Kaiser Leopold II.

## Leben
Er wurde in Pressburg von Benediktinermönchen, darunter der spätere Revolutionär und Archäologiepionier Flóris Rómer (1815–1889), erzogen. 1860 begann er als Generalmajor eine militärische Karriere. 1866 kämpfte er im Deutschen Krieg an der Seite Österreichs, hier zeichneten sich durch außerordentliche Organisationsfähigkeit und Tapferkeit aus, deshalb wurde er zum Feldmarschallleutnant befördert. Ab 1869 war er Oberbefehlshaber der ungarischen Honvéd-Armee. 1874 stieg er zum General der Kavallerie auf.
Erzherzog Josef Karls Leidenschaft galt jedoch Ungarn. Er hatte eine hervorragende Allgemeinbildung. Er war gleichermaßen in Sozial- sowie Naturwissenschaften bewandert. Über die Flora seines Gutes in ungarischen Alcsút gab er mehrere Werke heraus. Europäischen Ruhm erwarb er sich durch seine bahnbrechenden Arbeiten über die Grammatik der „Zigeunersprache“ (ungarischer Titel: Czigány nyelvtan; s. Romani) und die Ethnographie der Roma. Dieser ethnischen Minderheit war er sehr zugetan, er bemühte sich um die Ansiedlung von Roma auch auf seinem Gut in Alcsút und unterstützte sie materiell.
An der von Kronprinz Rudolf angeregten Herausgabe des Sammelwerkes Die österreichisch-ungarische Monarchie war er sehr interessiert und beteiligte sich an dieser Arbeit auch als Redakteur. Im Jahre 1888 wurde Erzherzog Josef Karl zum Ehrenmitglied der Ungarischen Akademie der Wissenschaften ernannt. 1897 erhielt er den Dr. h.c. der Budapester Universität, ein Jahr später erhielt er den Ehrendoktortitel der (damaligen) Franz-Joseph-Universität in Klausenburg.
Erzherzog Josef setzte sich schon ab Ende der 1880er Jahre dafür ein, aus dem ärmlichen Fischerdorf Crikvenica einen neuen Kurort zu machen. 1895 wurde dort das nach dem Erzherzog benannte Grandhotel eröffnet.
In seinen letzten Lebensjahren hielt er sich aus Gesundheitsgründen immer häufiger im „sonnigen Süden“ auf. Seine letzte Reise führte ihm im Dezember 1904 nach Fiume. Trotz südlicher Sonne verschlechterte sich sein Gesundheitszustand zusehend. Er starb am 13. Juni 1905 in Fiume. Seine sterblichen Überreste wurden nach Budapest überführt und in der Palatinusgruft auf der Burg von Ofen zur letzten Ruhe gebracht. An den Trauerfeierlichkeiten am 19. Juni 1905 nahmen auch Kaiser Franz-Joseph (in seiner Eigenschaft als König von Ungarn), sowie der Thronfolger Franz-Ferdinand teil.

## Publizierte Werke (Auswahl)
- Alcsúti ásatások (Ausgrabungen in Alcsút), Archaeologiai Értesítő (Archäologisches Bulletin), 1872

- Növényhonosítási kísérletek Fiumében 1881-től 1885-ig (Experimente zur Pflanzenkultivierung in Fiume von 1881 bis 1885), Klausenburg, 1885

- Egy rendkívüli tél hatása Fiumében (Die Wirkung eines außergewöhnlichen Winters in Fiume), Klausenburg, 1886

- Czigány nyelvtan (Grammatik der Zigeunersprache), Budapest 1888

- Eredeti cigány levelek (Echte Zigeunerbriefe), Egyetemi/es Philologiai Közlöny (Allgemeines Mitteilungsblatt für Philologie) 1890

- Háladatos cigányok, mint életmentők (Dankbare Zigeuner, als Lebensretter), Budapest, 1891

- Arboretum Alcusthiense. Az alcsúthi kertben honosított fák és cserjék leltára (Katalog der in Alcsuter Garten gepflanzten Bäume und Sträucher), Klausenburg 1892

- Észleletek az Alcsúton letelepedett sátoros cigányokról (Wahrnehmungen über die in Alcsút zeltenden Zigeuner), Budapest, 1893

- gem. mit Henrik Wloslocki: A cigányokról. A cigányok történelme, életmódja, néphite, népköltése, zenéje, nyelve és irodalma (Über die Zigeuner. Geschichte, Lebensweise, Volksglaube, Volksdichtung, Musik, Sprache und Literatur der Zigeuner), Budapest 1894

- Thiere im Glauben der Zigeuner, Urquell, 1895

## Nachkommen
Am 12. Mai 1864 in Coburg heiratete er Clotilde von Sachsen-Coburg und Gotha (1846–1927), mit der er folgende Kinder hatte:
- Elisabeth Klementine (1865–1866)
- Maria Dorothea (1867–1932)

⚭ 1896 Herzog Philipp von Orléans (1869–1926)
- Margarethe Klementine (1870–1955)

⚭ 1890 Fürst Albert von Thurn und Taxis (1867–1952)
- Joseph August (1872–1962)

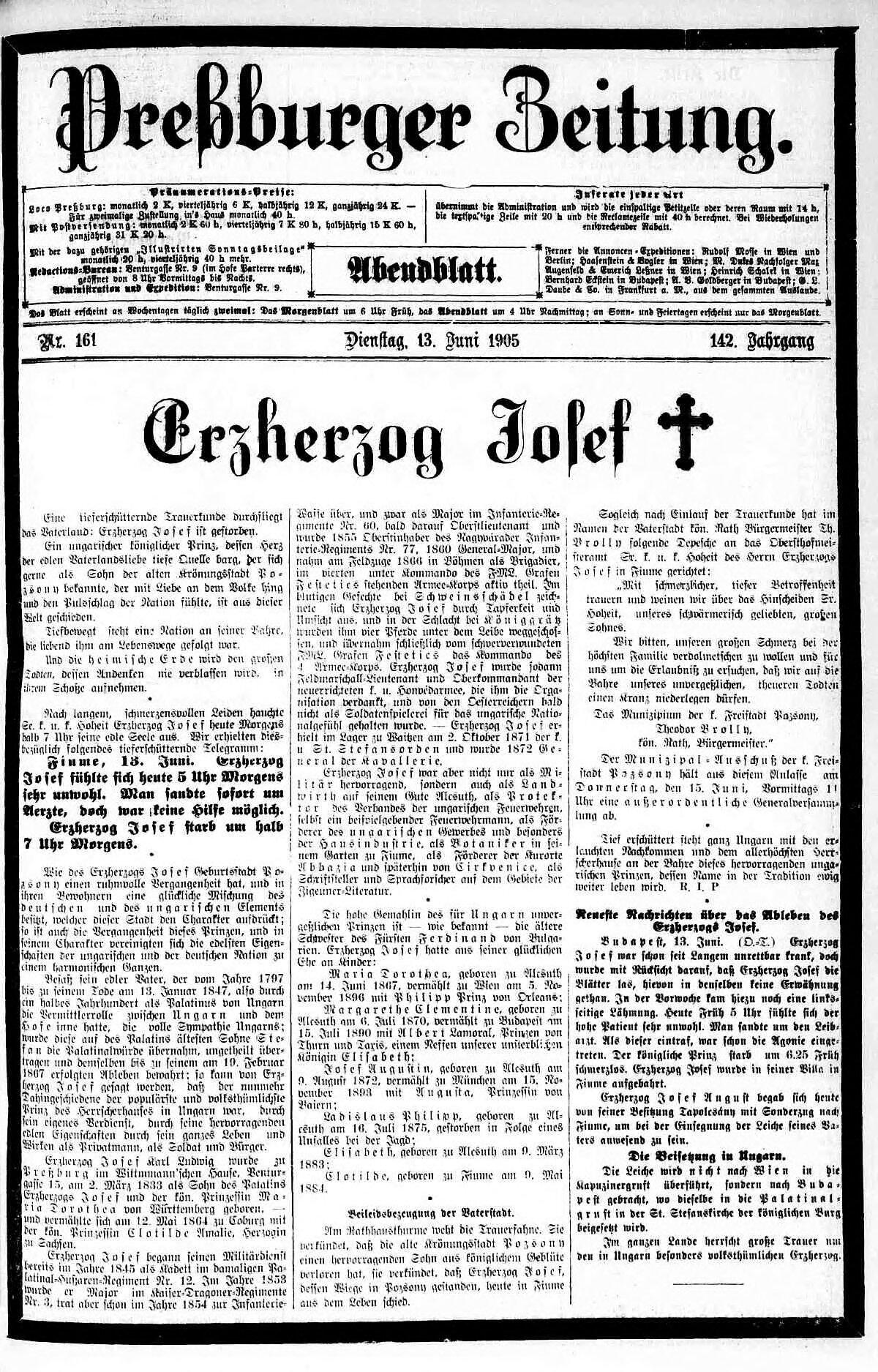
Die Preßburger Zeitung bringt die Todesnachricht auf der ersten Seite ihrer Abendausgabe vom 13. Juni 1905

⚭ 1893 Prinzessin Auguste Maria Luise von Bayern (1875–1964)
- Ladislaus Philipp (1875–1895)
- Elisabeth Henriette (1883–1958)
- Clothilde Maria (1884–1903)

## Trivia
- In dem von Erzherzog Joseph Karl erbauten Grandhotel in Crikvenica findet seit 2019 das Europäische Literaturfest Lit.EU statt.